# Izvir Bosne
Izvir Bosne je izvir reke Bosne in park v centralni Bosni in Hercegovini, dvanajst kilometrov jugozahodno od Sarajeva, ena od najlepših naravnih znamenitosti v državi.

## Dostop do parka
Nahaja se na obrobju Sarajeva, pod planino Igman,  v bližini predmestja Ilidža. 
Obisk parka lahko kombinirate še z ogledom Sarajevskega predora upanja. Dostop do parka je po tri kilometre dolgem drevoredu platan in kostanjev, ki vodi od term Ilidža, ter ga obkrožajo lepe vile iz avstro-ogrskega obdobja, ki dajejo celotnemu območju vzdušje nekdanjega blišča.

## Opis parka
Park sam je mreža poti, ki vodijo do brbotajočih izvirov (tu je tudi črpališče sarajevskega mestnega vodovoda), brzic in slapov, mirujočih ribnikov ter manjših otokov, ki jih čez potoke povezujejo mostički, kamor že od nekdaj radi zahajajo sarajevčani. V bližini se nahaja rimski most, ki je prav tako vreden ogleda. V parku so tudi kavarne na prostem. Tu je tudi več manjših zanimivosti v  parku, možnost jahanja ali najema kočije, park pa ponuja tudi številna mesta za piknik. V parku je moč videti tudi več takšnemu okolju prilagojenih živali, kot so veverice, race in labodi. 
Po koncu vojne in pomanjkanju vzdrževanja v 90 letih preteklega stoletja se je leta 2000 pričel veliki projekt obnove parka. Lokalna mladina je pod vodstvom mednarodnih okoljevarstvenih organizacij izvedla veliko čiščenje in do konca tega leta parku vrnila nekdanjo slavo.